# Песковатская Лопатина
Пескова́тская Лопа́тина — хутор в Верхнедонском районе Ростовской области.
Входит в состав Шумилинского сельского поселения.

## География
Хутор граничит с Песковатско-лопатинским лесом.

## Население
| 1989 | 2002 | 2010 |
| ---- | ---- | ---- |
| 481  | ↘459 | ↘372 |

## Улицы
На хуторе имеется одна улица: Песковатсколопатинская.